# Colégio Santa Cruz
O Colégio Santa Cruz é uma instituição de ensino particular localizada no Alto de Pinheiros, em São Paulo. Foi fundada em 1952 por padres canadenses da Congregação de Santa Cruz. Possui ex-alunos notórios, tais como Chico Buarque, Fernando Meirelles, Candido Bracher e Marcelo Rubens Paiva. É uma escola católica, pluralista, aberta a alunos de todas as religiões e comprometida com a diversidade de ideias, com o respeito às diferentes opiniões.
Consolidou-se como conceituada instituição de ensino humanista, formando cidadãos críticos e atuantes.
Localizado no Alto de Pinheiros, o Campos Arruda, o principal campus do colégio, de 50 mil m2, atende a cerca de 3000 alunos, entre os cursos regulares e os noturnos (EJA e Cursos Técnicos). O colégio também possui um campus no bairro do Butantã para práticas esportivas e projetos sociais.
Em 2021, o colégio lançou o Programa Santa Plural, que promove a educação antirracista. Um dos pilares do Programa é o da ampliação da diversidade racial na escola, através de cotas e bolsas para alunos negros e indígenas.
No ano de 2025, o colégio inaugurou o Campus Orobó, voltado à Educação Infantil e ao primeiro ano do Ensino Fundamental 1, totalizando cerca de 300 crianças. Situado a uma quadra do Campus Arruda, em um terreno de 3.000m², o novo campus conta com espaços e itens projetados para materializar o currículo da primeira infância.

## Congregação
A Congregação de Santa Cruz é a mantenedora da instituição, vinculada também ao Colégio Santa Maria, localizado na zona Sul da cidade de São Paulo e aos Colégios Notre Dame (Campinas / SP) e Colégio Dom Amando (Santarém / PA).

## Proposta educacional
A proposta educacional do colégio é a de contribuir para a educação de cidadãos críticos, com sólida formação acadêmica e cultural, eticamente comprometidos com os valores humanistas e cristãos.
A escola incentiva o pensamento crítico e a autonomia como instrumentos para a realização pessoal e o exercício da cidadania dos estudantes, estimulando a curiosidade, a reflexão e a liberdade com responsabilidade.

## Ex-alunos notórios
- André Franco Montoro Filho, economista;
- Candido Bracher, banqueiro;
- Chico Buarque OMC  • ComIH, cantor, compositor e escritor;
- Didi Wagner, apresentadora;
- Domitila Becker, jornalista e apresentadora;
- Eduardo Giannetti, economista;
- Fernando Grostein, cineasta;
- Fernando Limongi, cientista político;
- Fernando Meirelles ORB • OMC, cineasta;
- Fernando Reinach, cientista;
- Fred Wagner, empresário;
- Joel Pinheiro da Fonseca, economista;
- Lucas Di Grassi, automobilista e ex-piloto da Fórmula 1;
- Luciano Huck, apresentador;
- Mallu Magalhães, cantora e compositora;
- Marcelo Rubens Paiva, escritor;
- Marco Bianchi, apresentador e humorista;
- Mariana Kotscho, jornalista;
- Marina Person, atriz, cineasta e apresentadora;
- Paulo Bonfá, apresentador e humorista;
- Paulo Vita, diretor e apresentador do canal Desimpedidos;
- Ricardo Kotscho, escritor e jornalista;
- Roberto Setubal, banqueiro;
- Theodoro Cochrane, ator e apresentador;
- Tim Bernardes, cantor, compositor, produtor musical e integrante da banda O Terno;
- Tó Brandileone, cantor, compositor, produtor musical e integrante da banda 5 a Seco;
- Xexa, ex-jogador da Seleção Brasileira de Handebol Masculino;
- Zeeba, cantor e compositor